# Прокопьевка (Сысольский район)
Прокопьевка (коми Прошкинь) — деревня в Сысольском районе Республики Коми России. Входит в состав сельского поселения Куратово.

## География
Деревня находится в юго-западной части Республики Коми, в пределах Вычегодско-Мезенской равнины, к востоку от реки Серью, на расстоянии примерно 28 километров (по прямой) к юго-западу от села Визинги, административного центра района. Абсолютная высота — 182 метра над уровнем моря.
Климат
Климат характеризуется как умеренно континентальный, с продолжительной умеренно морозной многоснежной зимой и коротким прохладным летом. Среднегодовая температура воздуха составляет 0,6 °С. Средняя температура воздуха самого тёплого месяца (июля) составляет 16,7 °C; самого холодного (января) — −14,7 °C. Безморозный период длится в течение 191 дня. Среднегодовое количество атмосферных осадков составляет 536 мм.
Часовой пояс
Прокопьевка, как и вся Республика Коми, находится в часовой зоне МСК (московское время). Смещение применяемого времени относительно UTC составляет +3:00.

## История
Упоминается в данных сельскохозяйственной переписи 1916 года как Прокопьевское. Имелся один двор и проживало 8 человек. В 1970 году в деревне числилось 42 жителя. В 1989 году население Прокопьевки составляло 13 человек.

## Население
| 2010 |
| ---- |
| 6    |

Гендерный состав
По данным Всероссийской переписи населения 2010 года в гендерной структуре населения мужчины составляли 50 %, женщины — соответственно также 50 %.
Национальный состав
Согласно результатам переписи 2002 года, в национальной структуре населения коми составляли 100 % из 6 чел.